# Loxodonta cookei
Loxodonta cookei — викопний вид африканського слона. Типова місцевість: ‘E’ Quarry, Langebaanweg, ПАР. Назва виду присвячена Г. Безілу С. Куку, палеонтологу, який спеціалізувався на вимерлих африканських ссавцях.

## Діагностика
Це примітивний слон-локсодонт, що зберігає постійні третій і четвертий премоляри. Відрізняється від L. adaurora, L. exoptata, L. atlantica та L. africana меншою кількістю молярних пластинок, особливо в задніх зубах, і нижчими індексами гіпсодонту, а від нелоксодонтних слонів наявністю передніх і задніх додаткових конулів і тенденцією до емалеві обідки пластинок для формування серединних синусів зі зношеністю, протягом коронок молярів.